# Galaxy 1R
O Galaxy 1R (G-1R) foi um satélite de comunicação geoestacionário construído pela Hughes, ele era de propriedade da PanAmSat, empresa que foi adquirida em 2005 pela Intelsat. O satélite foi baseado na plataforma HS-376. O mesmo foi perdido após ocorrer uma falha no veículo de lançamento.

## História
O Galaxy 1R fazia parte da série de satélites Galaxy 376, foram construídos nas décadas de 1980 e 1990 pela Hughes Space and Communications Company, incorporando novas tecnologias à medida que se tornaram disponíveis. Originalmente operados pela Hughes Communications, Inc., a frota Galaxy foi transferido para PanAmSat em maio de 1997 quando a PanAmSat e Hughes Communications Galaxy se mesclaram. A nova empresa era a maior operadora de propriedade privada de satélite do mundo.
A PanAmSat que operava o satélite foi comprada pela Intelsat, em agosto de 2005, por um total de 4,3 bilhões de US $ em um acordo que foi concluído em julho de 2006.
O Galaxy 1R foi construído e planejado para substituir o satélite Galaxy 1, mas o mesmo não teve uma operação de lançamento bem sucedido e o Galaxy 1R foi perdido durante o processo. Um novo satélite destinado a sua tarefa só foi colocado em órbita no ano de 1994, quando foi lançado o Galaxy 1R2.

## Lançamento
O satélite foi lançado ao espaço no dia 22 de agosto de 1992, por meio de um veículo Atlas I a partir da Estação da Força Aérea de Cabo Canaveral, na Flórida, EUA. Ele tinha uma massa de lançamento de 1.397 kg.